# 城市氣候
城市氣候是指大都市特有且與周圍郊區有異的各種氣候條件。 

## 城郊氣候有異因素

### 人造建築因素
1. 城市眾多的磚石、鋼骨水泥建築物及瀝青和水泥道路取代了天然的植被與土壤，影響了城市的氣溫、濕度等氣候條件。
2. 某些建築物取代了自然地形，影響了城市局部地區的風向、風速、熱量等，例如大廈、瀝青及水泥路；有些類型的建築物則影響了雨水的徑流。例如停車場、瀝青及水泥路等。

### 人口因素
城市居民眾多，其日常生活及生產活動會增添大量熱源。 

### 污染物因素
城市上空的一個特點是污染物濃度高，其中有一氧化碳、硫和氮的氧化物、多種碳氫化物、氧化劑和粉塵物質之類。其中微粒和煙塵粒等污染物對城市氣候條件如氣溫、能見度等甚有影響。
污染物的來源主要是工業生產過程產生的廢料，例如煉油廠的化合物廢氣排放；以及燃料的燃燒，例如交通工具的運行；住家和辦公室的取暖等。
城市空氣污染的濃度取決于污染物放射源的大小和該城市的通風情況，即該城市的風速和其上空大氣層的高度。
若出現了污染物數日聚集在市區上空的情況，會出現一種叫逆溫的天氣現像，即“溫度隨高度增高而增大”。這種天氣現像會妨礙大氣的混合，嚴重者會令城市居民有急遽的痛苦，甚至死亡。例如1952年12月，倫敦「煙霧事件」中，大氣逆溫使得逾8000人死於呼吸道疾病。

## 城市氣候主要特點

### 氣溫高
城市通常比周圍地區氣溫高，形成一“暖中心”，稱“熱島”，尤其是市中心地區。城市的日最低氣溫通常比鄉村高6-11℃。城市氣溫高的現像一年四季都存在，這種現象在地球中、高緯度地區大城市于冬天來臨時更為明顯。由于氣溫高，造成城市地區的無霜期長，霜凍、嚴寒天數比郊區少。有時會發生郊區降雪；市區降雨的情況。 
城市氣溫高有以下幾個因素: 
1. 組成建築物與道路這些下墊面的磚石、水泥與瀝青等物質有較大的導熱率和熱容量。
2. 巨大的建築物，例如大廈受熱面積大，吸收了大量來自太陽輻射的熱量。
3. 磚石、水泥與瀝青等物質不吸水、不透水，使很少熱量耗於蒸發；但耗於湍流交換的熱量增加。
4. 城市居民的日常生活和生產活動釋放大量熱量。
5. 城市上空覆蓋的污染物如塵粒、水汽和二氧化碳等使夜晚的長波輻射減少，造成建築物與道路等下墊面冷卻慢。

#### 城市於夏、冬季的氣溫高情況
夏天時，組成城市的建築物與道路的磚石與瀝青等比郊區天然的植被和土壤吸收、貯存和再輻射更多的太陽能。在雨天時，由于磚石、水泥與瀝青等物質不吸水、不透水的特性，熱量很少耗於蒸發。夜晚時，建築物與道路輻射出來的熱量使城市氣溫比郊區高。
冬天，雖然太陽能不強，建築物與道路並無吸收大量太陽能，但由于城市有眾多人口，其日常生活與生產活動例如住房取暖、發電、工業生產和交通運輸產生大量熱量。且城市上空充滿污染物與水蒸氣，就如罩蓋，這罩蓋會吸收下墊面的輻射熱，結果城市氣溫比郊區高。

### 濕度低
城市平均相對濕度比郊區低。以倫敦、東京等大都市為例，其年平均相對濕度比郊區低5％左右，若以絕對濕度計算，市區一般只略低於郊區。 
城市濕度低是因為磚石、水泥與瀝青等物質不吸水、不透水的特性使得雨水徑流量高；以及缺乏有蒸騰作用的植被。雖然城市里的某些燃燒源也會增填濕度，但量不多。

### 風速小

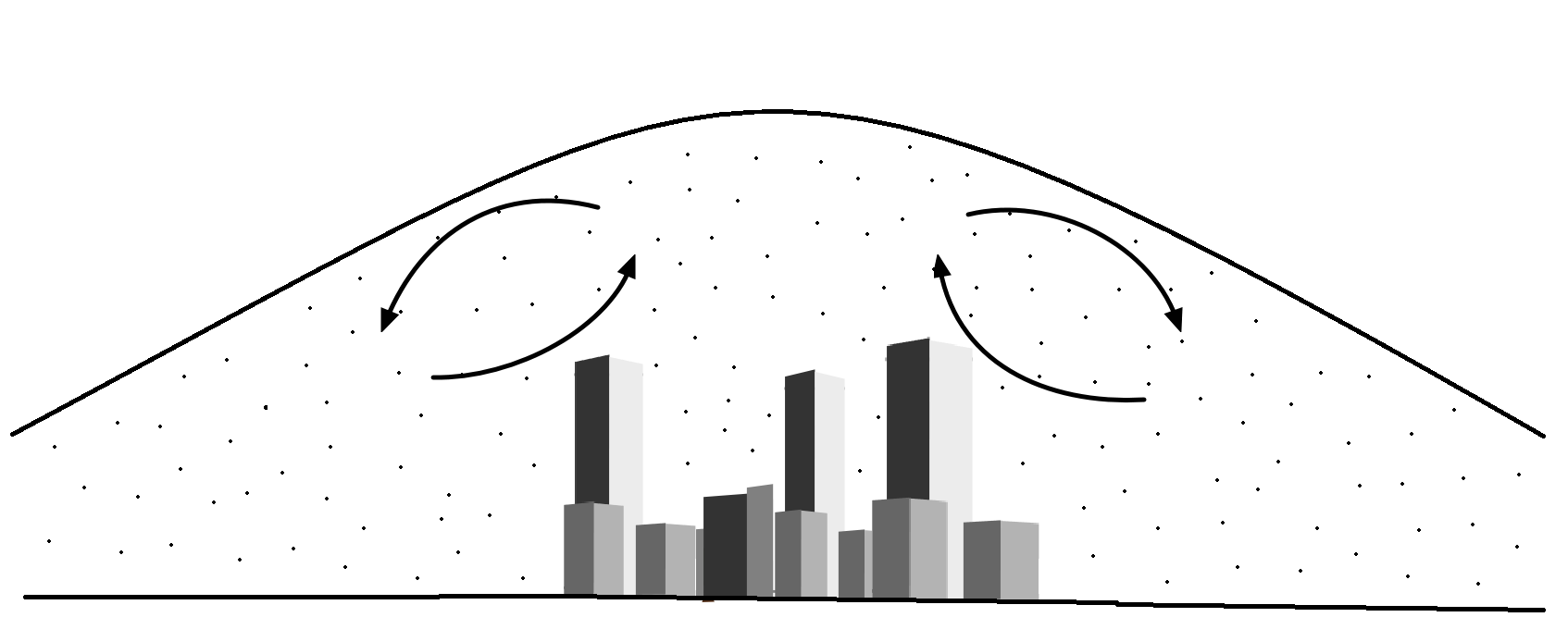
由於城市氣溫比郊區高，形成熱島效應，使得市區氣壓低於郊區，結果形成城市週圍郊區的空氣吹向市區，於市區輻合的特殊風系。

市區風速一般小于郊區。市區年平均風速比郊區小20-30％，陣風(最大風速)減小10-20％，靜風頻率則增加5-20％。但城市建築間因通道狹隘而形成的“弄堂風”風速比自然風大得多。
市區風速小是因為建築物密集，下墊面比郊區粗糙，風受到的摩擦力較高。

#### 特殊風系
由于城市氣溫比郊區高，形成熱島效應，使得市區氣壓低于郊區，結果形成城市週圍郊區的空氣吹向市區，于市區輻合的特殊風系，稱為城市风。但若自然風的風速較大時，熱島環流就會被破壞。

### 太陽輻射弱
城市的年平均太陽輻射總量比郊區少15-20％。尤其在地球高緯度地區的冬季，由于陽光斜射，輻射減少更多，可達30％，日照時數約減少5-15％。
會產生這種情況是因為市區上空中含有大量污染物，尤其是塵粒的緣故。

### 能見度差
城市能見度比郊區差，是因為有霧的日子較多；另外主要因燃燒產生的煙霧也影響能見度。
城市有霧的日子多是因為市區空氣含有大量塵粒，使得凝結核濃度大，且城市空氣中含較多的吸濕性微粒，在70％的相對濕度下，就能使水汽在其上發生凝結，產生霧，但由於的市區凝結核多，不易形成大水滴，雖然有霧的日子比郊區多，但濃霧日數反有減少。
以中國上海為例，市區起霧時，相對濕度是80-86％，而郊區相對濕度一般在98％以上。

### 降雨多
城市降雨量是否比鄉村多，目前為止並無進行過恰當長時間的定量測定，而且有反對意見。但依歐洲和北美洲的資料顯示，許多大城市市區年降雨量約比郊區多5-10％，少於5毫米的降雨日數比郊區多10％。由於市區氣溫較高，降雪比郊區少。城市雨量多的地區主要在盛行氣流的下風方向。
城市降雨多是因為:
1. 熱島效應增強了空氣的熱對流，下墊面粗糙度大，增強風湍流，使市區上昇氣流加強。
2. 市區空氣中可以引起冰核作用的凝結核多。

#### 城市降雨少的說法
有學者認為因城市空氣中凝結核過多，雖然造成雲多霧多，卻不利於形成足以降到地面的大雨滴，市區降雨應比郊區少。

## 城市氣候特點簡表
| 氣候條件 | 特點 |
| -------- | --- |
| 氣溫     | 日最低氣溫通常比鄉村高6-11℃。 |
| 濕度     | 以倫敦、東京等大都市為例，其年平均相對濕度比郊區低5％左右，若以絕對濕度計算，市區一般只略低於郊區。                                        |
| 風       | 市區年平均風速比郊區小20-30％，陣風(最大風速)減小10-20％，靜風頻率則增加5-20％。但城市建築間因通道狹隘而形成的“弄堂風”風速比自然風大得多。 |
| 太陽輻射 | 城市的年平均太陽輻射總量比郊區少15-20％。尤其在地球高緯度地區的冬季，由于陽光斜射，輻射減少更多，可達30％，日照時數約減少5-15％。          |
| 能見度   | 因為市區空氣含有大量塵粒，使得凝結核濃度大城市的霧日多，所以能見度比郊區差。                                                               |
| 降雨量   | 依歐美的資料顯示，許多大城市市區年降雨量比郊區多5-10％，少於5毫米的降雨日數比郊區多10％。                                                  |